# Kajo Breuer
Kajo Breuer (* 19. Juli 1948 in Rheydt) ist ein deutscher Politiker (Grüne).
Breuer studierte Volkswirtschaft, Soziologie und politische Wissenschaft und schloss an der Universität Köln als Diplomvolkswirt sozialwissenschaftlicher Richtung ab. Er arbeitete in der Abfallwirtschaft und war zuletzt beim Entsorgungsverband Saar als Leiter der Abteilung „Grundsatzplanung“ tätig.
Bereits während seiner Studienzeit wurde er in verschiedenen Basisgruppen politisch aktiv. 1983 wurde er Grünen-Mitglied.
In den Jahren 1984 bis 2001 gehörte Breuer dem Stadtrat von Saarbrücken an. Von Januar 2002 bis Dezember 2009 war er Saarbrücker Bürgermeister. Nachdem Oberbürgermeister Hajo Hoffmann im August 2002 wegen Untreue-Vorwürfen suspendiert worden war, übernahm er für zwei Jahre kommissarisch dessen Amtsgeschäfte, bis im September 2004 mit Charlotte Britz eine Nachfolgerin gewählt wurde.
Von Januar 2010 bis Juli 2013 war Breuer Leiter des Dezernats für Umwelt, Recht und Soziales der Stadt Saarbrücken.
Ehrenamtlich ist Breuer in der Heinrich-Böll-Stiftung seit Mitte der 1980er Jahre aktiv, unter anderem ist er seit über 15 Jahren Vorsitzender der saarländischen Landesstiftung der Heinrich-Böll-Stiftung.